# 天主教洛克里-傑拉切教區
天主教洛克里-傑拉切教區（拉丁語：Dioecesis Locrensis-Hieracensis (-Sanctae Mariae de Pulsi)）是天主教會在義大利的一個教區。屬雷焦卡拉布里亞-波瓦總教區。
洛克里教區最早見於6世紀晚期的文獻，當中指出教區在343年以前就已存在。教區在7世紀末、8世紀初遷至傑拉切。1920年4月8日波爾西聖母自治會院區併入教區。1954年2月22日教座遷回洛克里並易名為傑拉切-洛克里教區。1986年9月30日易名至今。
教區位於雷焦卡拉布里亞省東北部，2004年有教友132,511人，佔轄區總人口98.9%。教區下轄七十三個堂區，有七十七名司鐸。現任教區主教為方濟·奧利瓦。